# Хронологія рекордів Європи з бігу на 3000 метрів серед чоловіків (коротка доріжка)
Рекорди Європи з бігу на 3000 метрів у приміщенні визнаються Європейською легкоатлетичною асоціацією з-поміж результатів, показаних європейськими легкоатлетами в приміщенні, за умови дотримання встановлених вимог.
Рекорди Європи з бігу на 3000 метрів у приміщенні фіксуються з 1987.

## Хронологія рекордів
| Час                                   | Атлет                   | Місто           | Дата       | Примітки          |
| ------------------------------------- | ----------------------- | --------------- | ---------- | ----------------- |
| 7.39,2h                               | Еміль Путтеманс Бельгія | Західний Берлін | 18.02.1973 |                   |
| 7.37,51                               | Дітер Бауманн Німеччина | Карлсруе        | 12.02.1995 |                   |
| 7.36,61                               | Фермін Качо Іспанія     | Штутгарт        | 04.02.1996 |                   |
| 7.32,98                               | Альберто Гарсія Іспанія | Севілья         | 22.02.2003 |                   |
| 7.30,82                               | Адель Мечаль Іспанія    | Нью-Йорк        | 06.02.2022 | [ 1 ] [ 2 ] [ 3 ] |
| 7.24,68                               | Мохамед Катір Іспанія   | Льєвен          | 15.02.2023 | [ 4 ] [ 5 ]       |
| 2 роки, 38 днів від дати встановлення |                         |                 |            |                   |